# シャイフ・アフマド・クーミー

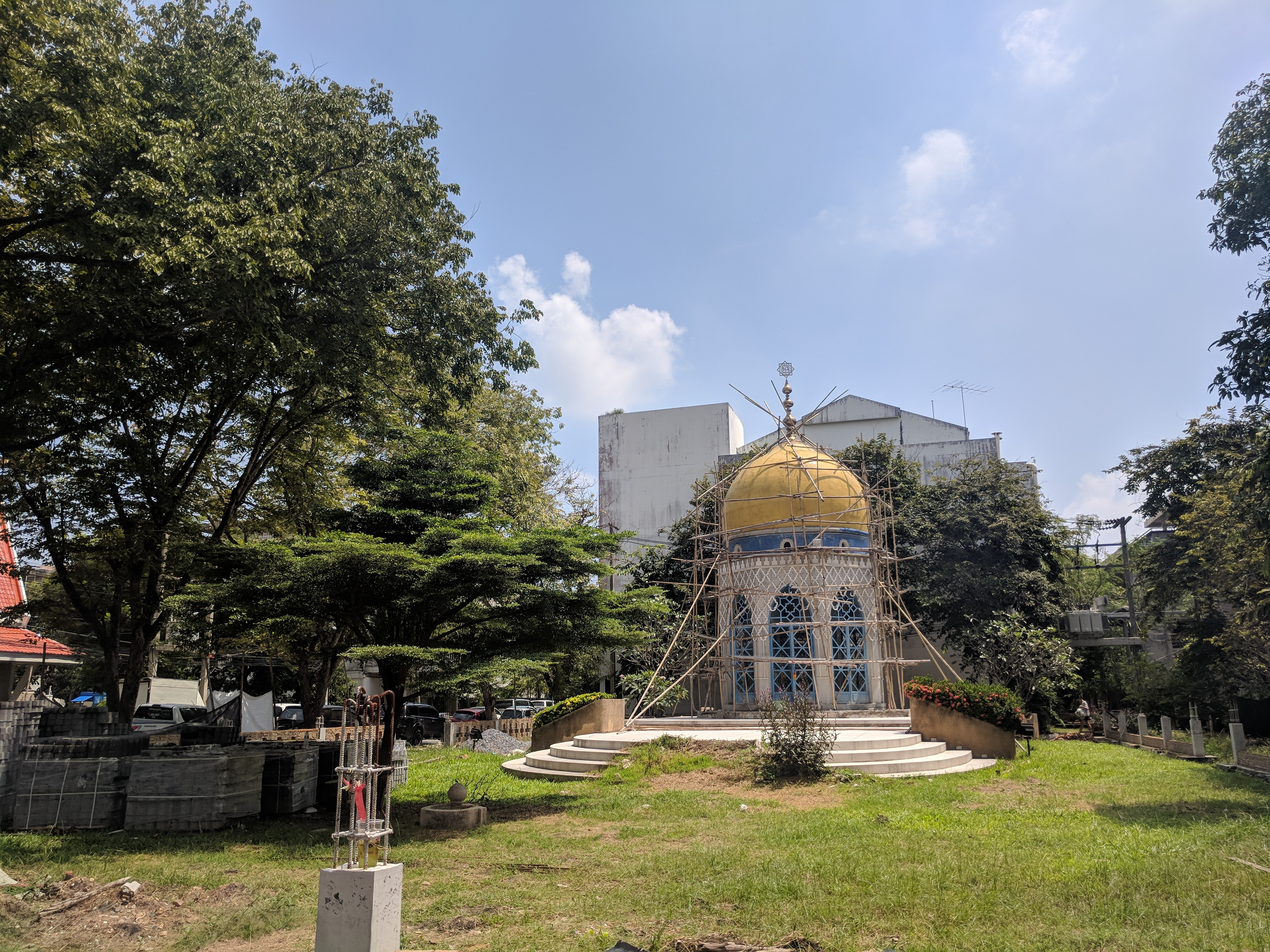
シャイフ・アフマド・クーミー

シャイフ・アフマド・クーミー（シャイク・アフマドとも、เฉกอะหมัด คูมี, 1542年 - ?）はアユタヤ王朝（現在のタイ王国）時代の官吏。プラーサートトーン王に仕えた。アユタヤの日本人傭兵隊を駆逐した人物として知られ、また山田長政、コンスタンティン・フォールコンなどと共に、後期アユタヤ王朝の外国人官吏の代表格としても知られる。

## 人物伝
シャイフ・アフマドはアラビア半島出身ともペルシア出身とも伝えられる。エーカートッサロット王時代に渡タイし、ソンタム王の時代までに貿易で富を得て、プラヤー・チェークアマットラーチャセーティーの官位・欽錫名を与えられ、大蔵省右外務部（アラビア人、ペルシャ人、マレー人、インド人などの貿易商の管理をする部局）を任された。のちに、当時台頭していた日本人勢力を牽制するため中外務部（右外務部、及び中国、ヴェトナム以外の貿易商を管理する部局）も兼任した。
1630年、アユタヤで日本人傭兵隊による王宮反乱未遂事件が起きると、プラーサートトーンの命令を受け、プラヤー・マハーアンマートらとタイ族、アラビア人、華僑を集め、日本人町を襲撃し、日本人勢力を駆逐した。
この功により、プラヤー・チェークアマットラッタナーティボーディーの官位・欽錫名を与えられた。

## 子孫
シャイフ・アフマドはタイ人と結婚し子供を3人もうけている。その長男チューンは後に仕官し、同じく右外交部に勤めている。その後チューン以下六代の子孫は、アユタヤ王家と通婚を繰り返した。チャクリー王朝に至っては、分家が生じ、ブンナーク家、チェーム家、ブンマー家、ケーオ家、ノーイ家の5家に分離。うちブンナーク家はチャクリー改革までに、チャクリー家と通婚を繰り返し王の承諾を得ずに副王（ウパラージャ）を承認するなど、王を上回る権力を確立した。チャクリー家とはチャクリー改革以降離れたが、一方で名家として有力者らと通婚を繰り返し、ラーマ6世の名字法以降は、ブンナークを名字としたため、ブンナークを名乗る人物が多数現れた。現在ブンナークはタイで一番多くの人口を抱える名字である。